# Repisvaara
Repisvaara är en stadsdel under uppbyggnad i tätorten Gällivare i Gällivare kommun. Stadsdelen ligger i södra delen av tätorten, söder om Vassaraälven och vid foten av Dundret. Bebyggelsen var från 2020 till 2023 av SCB klassad som en separat tätort, för att 2023 klassas som en del av tätorten Gällivare.
Repisvaara har byggts upp under 2010-talet som en del av samhällsomvandlingen av Malmberget, vilken medfört behov av ersättningsbostäder i kommunen.
Kommunfullmäktige antog en utvecklingsplan för Repisvaara i maj 2013. I denna angavs som ett mål att bevara Repisvaaras karaktär av skogbevuxet berg vid bostadsutbyggandet. I utvecklingsplanen förutsågs en blandad exploatering med flerbostadshus, radhus och friliggande villor. Detaljplaner för södra Repisvaara etapp 1 och 2 har antagits av kommunfullmäktige, och dessutom har detaljplan tagits fram tillsammans med LKAB för Repisvaara Norra, omedelbart söder om Porjusvägen (E45). Totalt har det planerats för omkring 1 000 nya bostäder i Repisvaara. LKAB:s fastighetsbolag svarar för uppförande av omkring 450 bostäder i flerfamiljshus.
Före exploateringen fanns på Repisvaara en stugby från 1980-talet med omkring 30 stugor, vilken avses att byggas vidare på, samt en år 2005 flyttad restaurangbyggnad och en samtidigt uppförd timmerbyggnad för konferenser.
Längs Dundretvägen i norra Repisvaara ska ett lokalt stadsdelscentrum uppföras. Utrymme har där avsatts också för förskola med fem avdelningar samt en grundskoleklass till årskurs 6, samt för annan kommunal service. Gällivare kommun planerar också för nytt äldreboende, förskola och grundskola i området.